# Canton de Vouneuil-sous-Biard
Le canton de Vouneuil-sous-Biard est une circonscription électorale française située dans le département de la Vienne et la région Nouvelle-Aquitaine.

## Histoire
Un nouveau découpage territorial de la Vienne entre en vigueur à l'occasion des premières élections départementales suivant le décret du 26 février 2014. Les conseillers départementaux sont, à compter de ces élections, élus au scrutin majoritaire binominal mixte. Les électeurs de chaque canton élisent au Conseil départemental, nouvelle appellation du Conseil général, deux membres de sexe différent, qui se présentent en binôme de candidats. Les conseillers départementaux sont élus pour 6 ans au scrutin binominal majoritaire à deux tours, l'accès au second tour nécessitant 12,5 % des inscrits au 1er tour. En outre la totalité des conseillers départementaux est renouvelée. Ce nouveau mode de scrutin nécessite un redécoupage des cantons dont le nombre est divisé par deux avec arrondi à l'unité impaire supérieure si ce nombre n'est pas entier impair, assorti de conditions de seuils minimaux. Dans la Vienne, le nombre de cantons passe ainsi de 38 à 19.
Le canton de Vouneuil-sous-Biard est formé de communes des anciens cantons de Vouillé (14 communes) et de Poitiers-5 (1 commune). Il est entièrement inclus dans l'arrondissement de Poitiers. Le bureau centralisateur est situé à Vouneuil-sous-Biard.

## Représentation
| Période élective | Période élective | Mandat | Mandat   | Identité         | Nuance | Nuance | Qualité |
| ---------------- | ---------------- | ------ | -------- | ---------------- | ------ | ------ | --- |
| 2015             | 2021             | 2015   | 2021     | Benoît Coquelet  |        | DVD    | Chef d'entreprise, conseiller municipal délégué de Vouillé 10ème Vice-Président chargé de l’emploi, de l’insertion et des pôles économiques |
| 2015             | 2021             | 2015   | 2021     | Claudie Faucher  |        | DVD    | Directrice des ressources humaines Première adjointe au maire de Vouneuil-sous-Biard                                                        |
| 2021             | 2028             | 2021   | en cours | Sandrine Barraud |        | DVD    | Adjointe au maire de Quinçay |
| 2021             | 2028             | 2021   | en cours | Benoît Coquelet  |        | DVD    | Conseiller sortant 8e Vice-Président du Conseil départemental - Insertion, Emploi, Pôles Economiques                                        |

### Résultats détaillés

#### Élections de mars 2015
À l'issue du 1er tour des élections départementales de 2015, deux binômes sont en ballottage : Benoît Coquelet et Claudie Faucher (DVD, 39,44 %) et Joël Michelin et Claudette Rigollet (PS, 24,58 %). Le taux de participation est de 53,3 % (8 646 votants sur 16 220 inscrits) contre 51,35 % au niveau départemental et 50,17 % au niveau national.
Au second tour, Benoît Coquelet et Claudie Faucher (DVD) sont élus avec 59,27 % des suffrages exprimés et un taux de participation de 50,49 % (4 361 voix pour 8 190 votants et 16 221 inscrits).

#### Élections de juin 2021
Le premier tour des élections départementales de 2021 est marqué par un très faible taux de participation (33,26 % au niveau national). Dans le canton de Vouneuil-sous-Biard, ce taux de participation est de 33,85 % (5 513 votants sur 16 288 inscrits) contre 33,61 % au niveau départemental. À l'issue de ce premier tour, deux binômes sont en ballottage : Sandrine Barraud et Benoît Coquelet (Union au centre et à droite, 47,33 %) et Damien Ladiré et Carole Maire (Union à gauche avec des écologistes, 35 %).
Le second tour des élections est marqué une nouvelle fois par une abstention massive équivalente au premier tour. Les taux de participation sont de 34,36 % au niveau national, 33,96 % dans le département et 34,55 % dans le canton de Vouneuil-sous-Biard. Sandrine Barraud et Benoît Coquelet (Union au centre et à droite) sont élus avec 58,06 % des suffrages exprimés (2 973 voix pour 5 629 votants et 16 291 inscrits),,.

## Composition
Lors du redécoupage de 2014, le canton de Vouneuil-sous-Biard comprenait quinze communes entières.
À la suite de la création des communes nouvelles de Champigny en Rochereau au 1er janvier 2017 et de Boivre-la-Vallée au 1er janvier 2019, ainsi qu'au décret du 5 mars 2020 rattachant entièrement la commune nouvelle de Champigny en Rochereau au canton de Migné-Auxances, le canton comprend désormais onze communes entières.
| Nom                                         | Code Insee | Intercommunalité  | Superficie (km2) | Population (dernière pop. légale) | Densité (hab./km2) | Modifier                                    |
| ------------------------------------------- | ---------- | ----------------- | ---------------- | --------------------------------- | ------------------ | ------------------------------------------- |
| Vouneuil-sous-Biard (bureau centralisateur) | 86297      | CU Grand Poitiers | 25,98            | 6 245 (2022)                      | 240                | modifier les données · modifier les données |
| Ayron                                       | 86017      | CC du Haut Poitou | 28,30            | 1 087 (2022)                      | 38                 | modifier les données · modifier les données |
| Béruges                                     | 86024      | CU Grand Poitiers | 32,63            | 1 538 (2022)                      | 47                 | modifier les données · modifier les données |
| Boivre-la-Vallée                            | 86123      | CC du Haut Poitou | 117,41           | 3 041 (2022)                      | 26                 | modifier les données · modifier les données |
| Chalandray                                  | 86050      | CC du Haut Poitou | 24,97            | 794 (2022)                        | 32                 | modifier les données · modifier les données |
| Chiré-en-Montreuil                          | 86074      | CC du Haut Poitou | 21,41            | 923 (2022)                        | 43                 | modifier les données · modifier les données |
| Frozes                                      | 86102      | CC du Haut Poitou | 8,72             | 612 (2022)                        | 70                 | modifier les données · modifier les données |
| Latillé                                     | 86121      | CC du Haut Poitou | 25,17            | 1 483 (2022)                      | 59                 | modifier les données · modifier les données |
| Maillé                                      | 86142      | CC du Haut Poitou | 12,32            | 640 (2022)                        | 52                 | modifier les données · modifier les données |
| Quinçay                                     | 86204      | CC du Haut Poitou | 29,66            | 2 113 (2022)                      | 71                 | modifier les données · modifier les données |
| Vouillé                                     | 86294      | CC du Haut Poitou | 33,95            | 3 707 (2022)                      | 109                | modifier les données · modifier les données |
| Canton de Vouneuil-sous-Biard               | 8619       |                   | 360,52           | 22 183 (2022)                     | 62                 | modifier les données                        |

## Démographie
En 2022, le canton comptait 22 183 habitants, en évolution de −2,19 % par rapport à 2016 (Vienne : +0,6 %, France hors Mayotte : +2,11 %).
| 2013   | 2018   | 2022   |
| ------ | ------ | ------ |
| 22 077 | 22 868 | 22 183 |